# Fisiologia

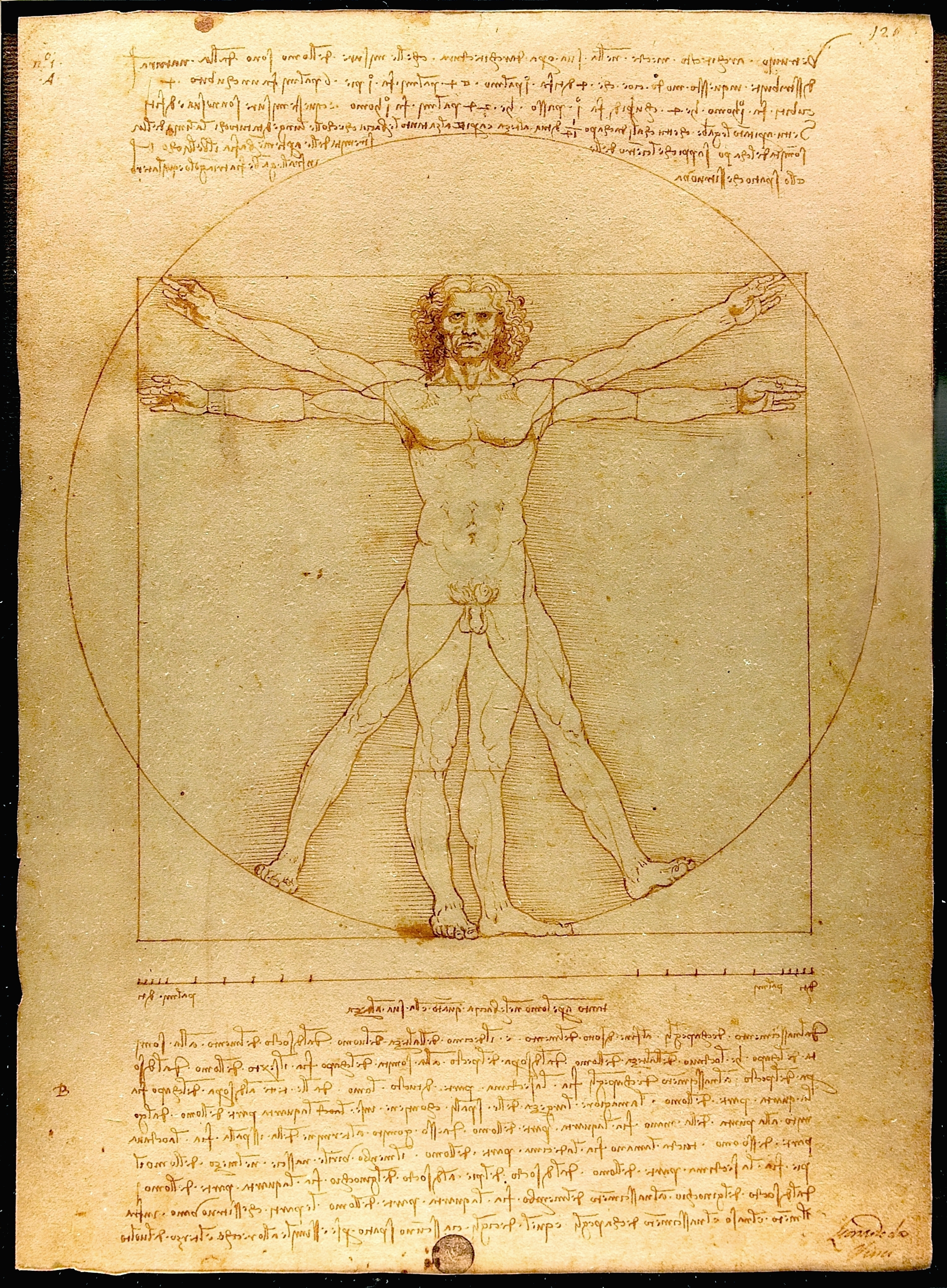
L'Uomo Vitruviano di Leonardo da Vinci, un'importante prima tappa nello studio della fisiologia.

La fisiologia (dal greco φύσις, physis, 'natura', e λόγος, logos, 'discorso', quindi 'studio dei fenomeni naturali') è la branca della biologia che studia il funzionamento degli organismi viventi, analizzando i principi chimico-fisici del funzionamento degli esseri viventi, siano essi unicellulari o pluricellulari, animali o vegetali. 
È detta "condizione fisiologica" lo stato in cui si verificano le normali funzioni di un organismo o di un sistema, mentre una condizione patologica è caratterizzata da anomalie che si traducono in malattie.. Data l'estensione del campo di studi, la fisiologia si divide, fra l'altro, in fisiologia animale, fisiologia vegetale, fisiologia cellulare, fisiologia microbica, batterica e virale. Il Premio Nobel per la Fisiologia o la Medicina è assegnato dall'Accademia reale svedese delle scienze a coloro che raggiungono risultati significativi in questa disciplina.

## Storia

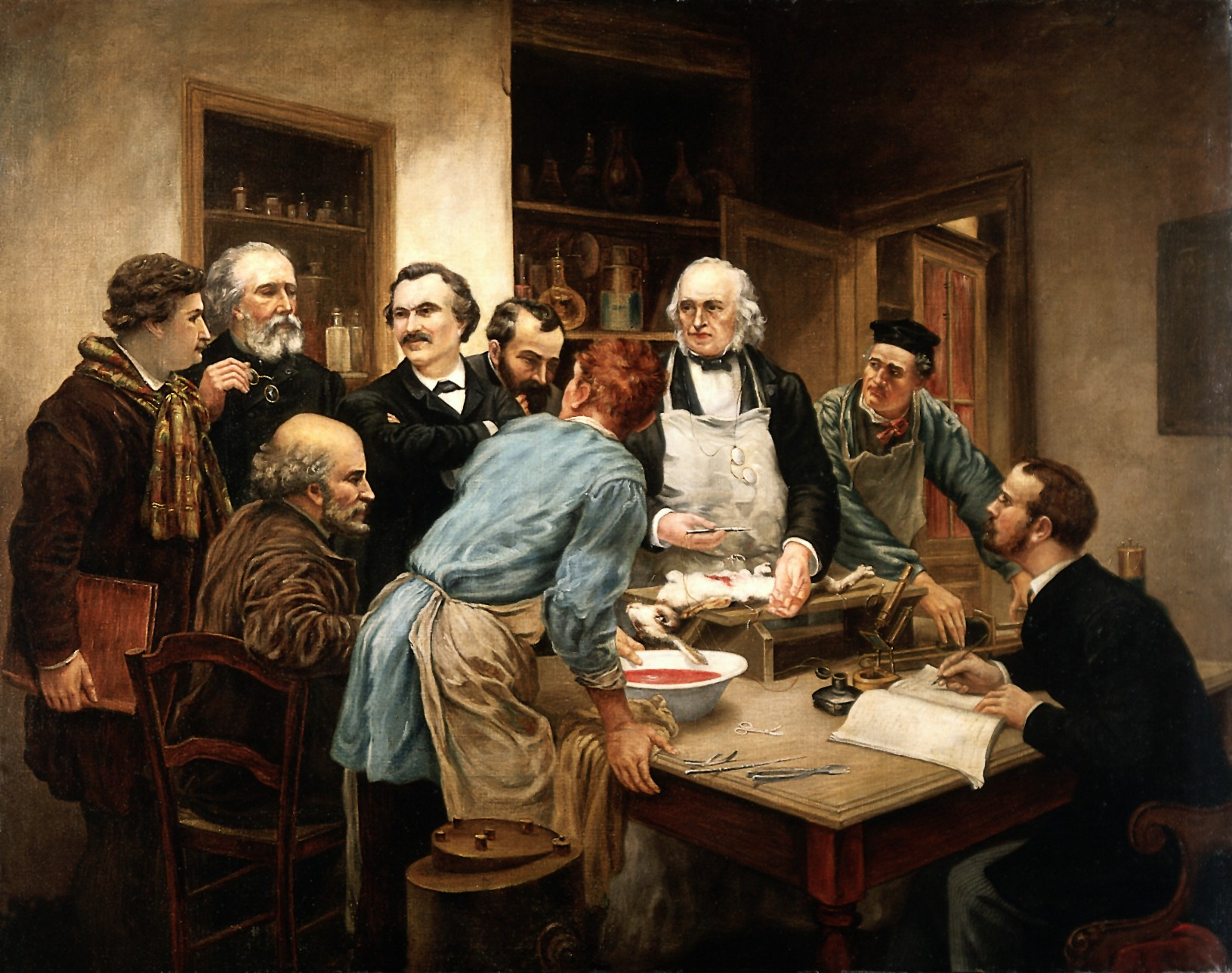
Claude Bernard e i suoi aiutanti. Olio su tela di Leon-Augus Wellcome.

I primi studi fisiologici risalgono alle antiche civiltà dell'India e all'Egitto, dove venivano condotti insieme agli studi anatomici, senza l'utilizzo della dissezione o della vivisezione.
Lo studio della fisiologia umana come campo medico risale almeno al 420 a.C. ai tempi di Ippocrate, noto come il padre della medicina. Ippocrate incorpora questa scienza alla sua teoria degli umori, che si basa su quattro sostanze fondamentali: terra, acqua, aria e fuoco; associate ad un corrispondente humor (bile nera, flegma, sangue e bile gialla, rispettivamente). Ippocrate nota alcune connessioni emotive ai quattro umori, che Claudio Galeno avrebbe poi ripreso nei suoi studi. Il pensiero critico di Aristotele e la sua teoria sulla correlazione tra struttura e funzione ha segnato l'inizio dello studio della fisiologia nella Grecia antica. 
Come Ippocrate, Aristotele riprende la teoria umorale, che per lui consisteva in quattro qualità primarie: caldo, freddo, umido e secco. Claudio Galeno è stato il primo ad utilizzare degli esperimenti per sondare le funzioni del corpo. A differenza di Ippocrate, però, Galeno sostiene che gli squilibri umorali siano situati in organi specifici, o nell'intero corpo. Galeno ha poi introdotto la nozione di temperamento: sanguigno corrisponde al sangue; il flemmatico è legato al catarro; la bile gialla è collegata alla collera; e la bile nera corrisponde alla malinconia. Galeno afferma che il corpo umano è composto da tre sistemi collegati: il cervello e i nervi, responsabili dei pensieri e sensazioni; il cuore e le arterie, che danno la vita; e il fegato con le vene, che sono collegati alla nutrizione e la crescita. Galeno è anche il fondatore della fisiologia sperimentale. Per i successivi 1.400 anni, la fisiologia galenica influenza l'intera medicina.
Jean Fernel (1497-1558), un medico francese, ha introdotto per primo il termine "fisiologia".
Nel 1820, il fisiologo francese Henri Milne-Edwards introduce il concetto di divisione fisiologica del lavoro, che ha permesso di "confrontare e studiare le cose viventi come se fossero macchine create dall'industria dell'uomo". Ispirato dal lavoro di Adam Smith, Milne-Edwards ha scritto che il "corpo di tutti gli esseri viventi, animali o piante, assomiglia ad una fabbrica ... in cui gli organi, paragonabili ai lavoratori, lavorano incessantemente per produrre i fenomeni che costituiscono la vita dell'individuo." Negli organismi più differenziati, il lavoro può essere ripartito tra diversi strumenti o sistemi (chiamati da lui appareils).
Nel 1858, Joseph Lister studia le cause della coagulazione del sangue e l'infiammazione. Le sue scoperte portano all'implemento di antisettici in sala operatoria, con conseguente diminuzione del tasso di mortalità degli interventi chirurgici.
Nel XIX secolo, la conoscenza fisiologica ha iniziato a crescere ad un ritmo rapido, in particolare nel 1838, grazie alla teoria cellulare di Matthias Schleiden e Theodor Schwann, nella quale si afferma per la prima volta che gli organismi sono costituiti da unità chiamate celle. Le scoperte di Claude Bernard (1813-1878) hanno portato al concetto di milieu interieur (ambiente interno), che sarà poi ripreso e definito "omeostasi" dal fisiologo americano Walter B. Cannon nel 1929. Con omeostasi, Cannon intendeva "il mantenimento di stati stazionari nel corpo e i processi fisiologici con cui sono regolati."  In altre parole, la capacità dell'organismo di regolare l'ambiente interno. Va notato che, William Beaumont è stato il primo americano ad utilizzare l'applicazione pratica della fisiologia.
Nietzsche integra la fisiologia nella sua filosofia, sostenendo che le idee sono sintomi della condizione fisica dell'individuo. Egli usa questa prospettiva per criticare la morale tradizionale, vista come un'espressione di decadenza e debolezza. Per lui, la creazione di valori e la conoscenza sono radicate in bisogni fisiologici e nella volontà di potenza. L'ideale nietzscheano è una "grande salute" che afferma pienamente la vita stessa.
I fisiologi del XIX secolo come Michael Foster, Max Verworn, e Alfred Binet, sulla base delle idee di Haeckel, elaborano il concetto di fisiologia generale, una scienza unificata che studia le cellule, ribattezzata biologia cellulare nel 900. Nel XX secolo, i biologi iniziano ad interessarsi agli organismi diversi dagli esseri umani, e nascono i campi della fisiologia comparata ed ecofisiologia. Più di recente, la fisiologia evolutiva è diventata un sotto-disciplina distinta.

## Descrizione
La fisiologia opera su diversi livelli, occupandosi sia dei meccanismi di base a livello molecolare sia di funzioni di cellule e organi, come pure dell'integrazione delle funzioni d'organo negli organismi complessi. 
A seconda dell'ambito specialistico, la fisiologia si avvale delle conoscenze di numerose discipline, oltre alle già citate chimica e fisica, alcune branche della biologia quali: biochimica, biologia molecolare, anatomia, citologia e istologia e costituisce anche la base fondamentale per numerose discipline biomediche quali la patologia, la farmacologia e la tossicologia.
Esistono diversi metodi per classificare la fisiologia
- In base al taxon:
  - Fisiologia animale: studia i fenomeni e i meccanismi associati alle funzioni degli animali.
  - Fisiologia vegetale: studia i fenomeni e i meccanismi associati alle funzioni dei vegetali.
  - Fisiologia umana: studia i fenomeni e i meccanismi associati alle funzioni degli esseri umani
  - Fisiologia microbica e virale.

- In base al livello di organizzazione:
  - Fisiologia cellulare: studia i meccanismi associati al funzionamento delle cellule e le loro interazioni con l'ambiente.
  - Fisiologia molecolare: studia i fenomeni e i meccanismi associati alle funzioni delle molecole
  - Neurofisiologia: studia il funzionamento del sistema nervoso sia a livello cellulare che sistemico
  - Fisiologia sistemica
  - Fisiologia ecologica
  - Fisiologia integrativa
  - Fisiologia muscolare
- In base ai processi che causano variazioni fisiologiche:
  - Fisiologia ambientale: studia le reazioni e l'adattamento dell'organismo sottoposto a differenti ambienti (temperatura, altitudine, inquinamento, ecc..).
  - Fisiologia patologica: studia le modificazioni delle funzioni in seguito ad una patologia.
  - Fisiologia dello sviluppo: studia i meccanismi e le fasi che conducono un organismo alla maturità riproduttiva.
- In base agli obiettivi finali della ricerca:
  - Fisiologia applicata: studia la capacità umana d'interagire con l'ambiente esterno.
  - Fisiologia comparata: studia le somiglianze e le differenze delle diverse specie animali.
  - Fisiologia dell'esercizio: studia i meccanismi che interessano l'attività motoria e sportiva e come migliorare le prestazioni con l'allenamento.